# Saut à la perche aux Jeux olympiques
Pour un article plus général, voir Athlétisme aux Jeux olympiques.
Le saut à la perche figure au programme des Jeux olympiques depuis la première édition, en 1896 à Athènes : il est alors réservé aux hommes. Les femmes ne participent à cette épreuve que depuis les Jeux olympiques de Sydney, en 2000.
Avec l'ajout concomitant du lancer du marteau, les disciplines athlétiques deviennent identiques pour les femmes et les hommes à Sydney.
Avec deux médailles d'or remportées, l'Américain Bob Richards, le Suédois Armand Duplantis et la Russe Yelena Isinbayeva sont les athlètes les plus titrés dans cette épreuve. Les États-Unis ont remporté les seize premiers titres masculins, de 1896 à 1968.
Les records olympiques de la discipline sont actuellement détenus par le Suédois Armand Duplantis, auteur de 6,25 m en finale des Jeux olympiques de 2024, à  Paris, et par Yelena Isinbayeva, créditée de 5,05 m aux Jeux olympiques de 2008, à Pékin.

## Éditions
| Années | 96 | 00 | 04 | 08 | 12 | 20 | 24 | 28 | 32 | 36 | 48 | 52 | 56 | 60 | 64 | 68 | 72 | 76 | 80 | 84 | 88 | 92 | 96 | 00 | 04 | 08 | 12 | 16 | 20 | 24 | Total |
| ------ | -- | -- | -- | -- | -- | -- | -- | -- | -- | -- | -- | -- | -- | -- | -- | -- | -- | -- | -- | -- | -- | -- | -- | -- | -- | -- | -- | -- | -- | -- | ----- |
| Hommes | X  | X  | X  | X  | X  | X  | X  | X  | X  | X  | X  | X  | X  | X  | X  | X  | X  | X  | X  | X  | X  | X  | X  | X  | X  | X  | X  | X  | X  | X  | 30    |
| Femmes |    |    |    |    |    |    |    |    |    |    |    |    |    |    |    |    |    |    |    |    |    |    |    | X  | X  | X  | X  | X  | X  | X  | 7     |

## Hommes

### Historique

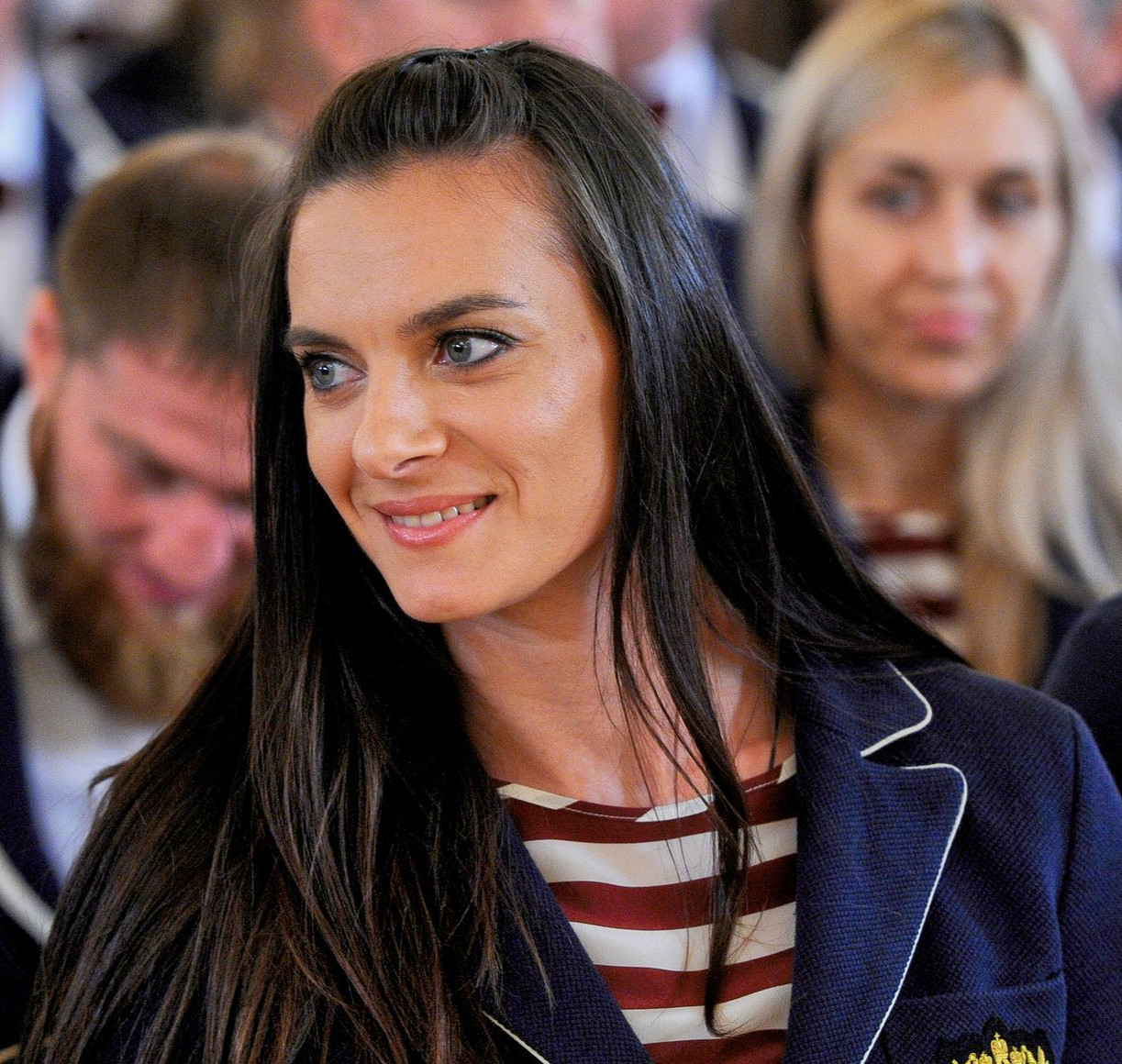
Yelena Isinbayeva, championne olympique en 2004 et 2008, et médaillée de bronze en 2012.

#### 1896-1912

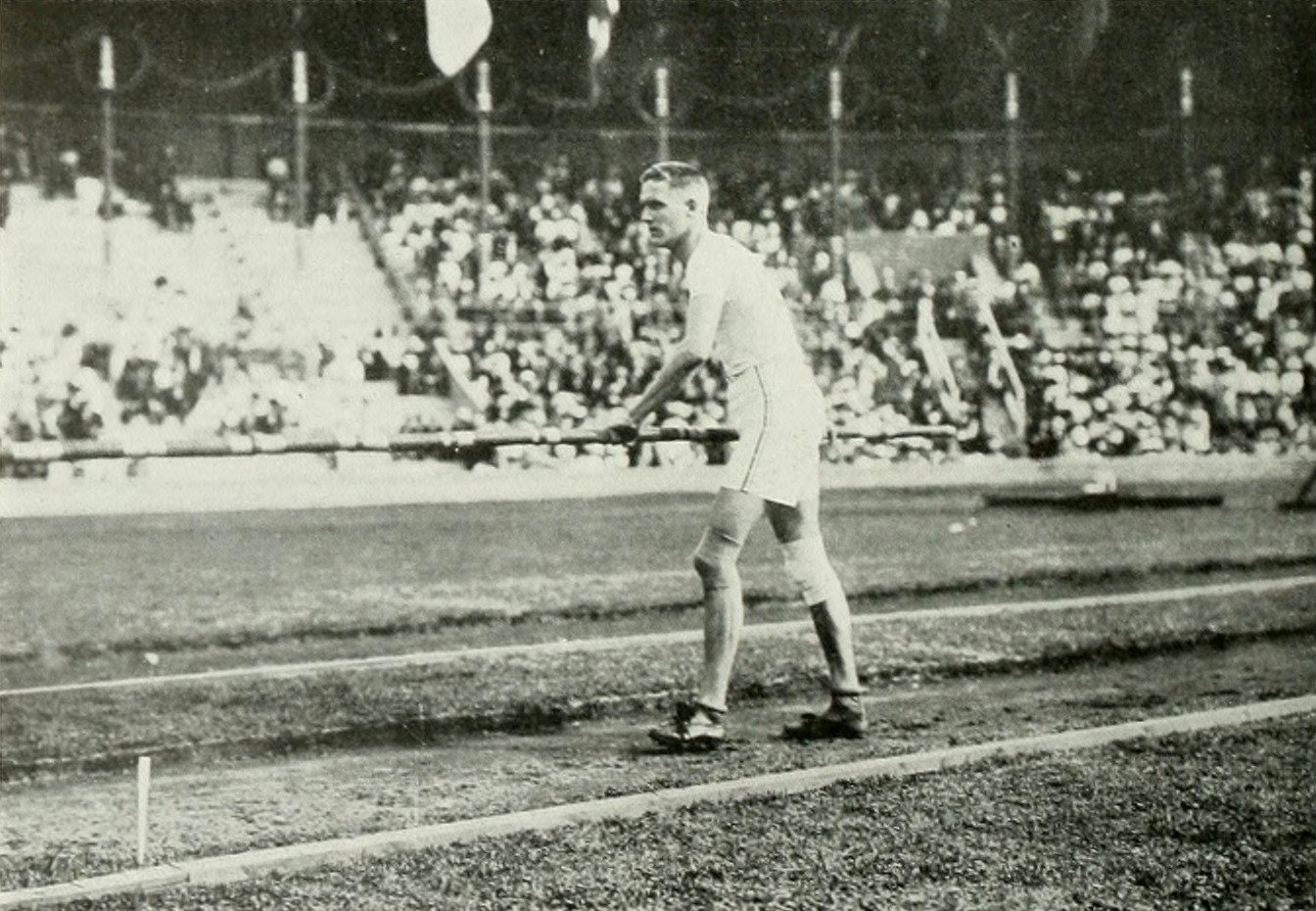
Harry Babcock, champion olympique en 1912.

Le saut à la perche fait partie des douze épreuves d'athlétisme au programme des premiers Jeux olympiques de l'ère moderne disputés en 1896 au Stade panathénaïque d'Athènes où cinq concurrents participent à la compétition. L'Américain William Hoyt s'impose avec un saut à 3,30 m, devançant son compatriote Albert Tyler et les deux Grecs Evángelos Damáskos et Ioánnis Theodorópoulos.
Quatre ans plus tard, à Paris, l'Américain Irving Baxter, qui remporte également le concours du saut en hauteur, s'adjuge le titre du saut à la perche des Jeux olympiques de 1900 en franchissant 3,30 m. Il devance son compatriote Meredith Colkett  et le Danois Carl Albert Andersen. Trois athlètes américains ne participent pas à l'épreuve programmée un dimanche en raison de leur convictions religieuses : Charles Dvorak, Dan Horton, et Bascom Johnson.
Lors des Jeux olympiques de 1904, à Saint-Louis, les États-Unis réalisent un triplé avec Charles Dvorak, vainqueur avec 3,50 m, devant Leroy Samse et Louis Wilkins. Norman Dole, le meilleur spécialiste de la discipline ayant déjà franchi 3,69 m avec une perche en bambou, ne participe pas aux compétitions.
Aux Jeux olympiques de 1908, à Londres, les Américains Edward Cook et Alfred Gilbert ne parviennent pas à se départager en franchisant tous les deux une barre à 3,71 m, nouveau record olympique. Par ailleurs, trois athlètes se classent troisièmes |ex æquo : le Canadien Edward Archibald, l'Américain Charles Jacobs et le Suédois Bruno Söderström avec 3,58 m.
Le titre des Jeux olympiques de 1912, à Stockholm, est remporté par l'Américain Harry Babcock qui efface une barre à 3,95 m. Il devance ses compatriotes Frank Nelson et Marc Wright, premier détenteur officiel du record monde, à égalité pour la deuxième place avec 3,85 m, et trois autres athlètes à égalité pour la troisième place : le Canadien William Halpenny, l'Américain Frank Murphy et le Suédois Bertil Uggla. Harry Babcock échoue ensuite à trois reprises à 4,06 m.

#### 1920-1936

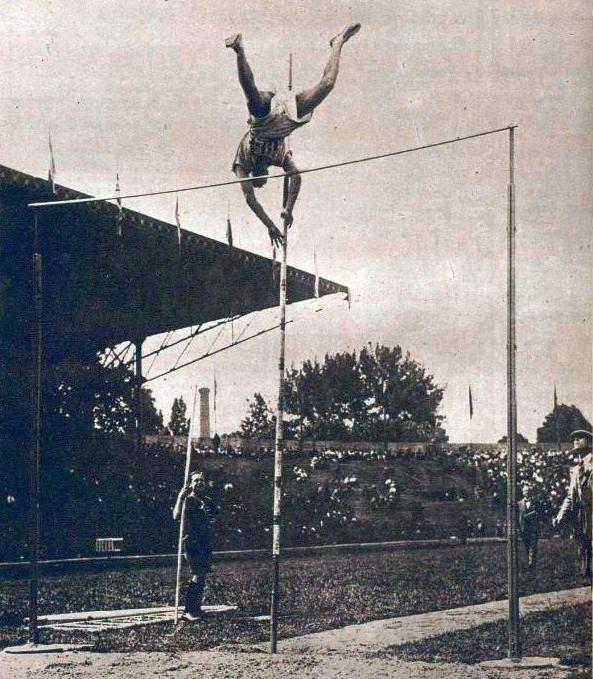
Lee Barnes, champion olympique en 1924.

Lors des Jeux olympiques de 1920, à Anvers, l'Américain Frank Foss remporte le concours disputé sous la pluie, avec un saut à 4,09 m, établissant un nouveau record monde de la discipline. Il devance de près de quarante centimètres son suivant, le Danois Henry Petersen, soit le plus grand écart jamais enregistré dans une compétition olympique entre le premier et le second, l'autre américain Edwin Myers se classant troisième de l'épreuve.
En 1924, aux Jeux olympiques de Paris, et en l'absence sur blessure du favori Norvégien Charles Hoff qui a concouru dans l'épreuve du 800 m, la victoire revient au lycéen américain de 17 ans Lee Barnes qui franchit une barre à 3,95 m, devançant ses deux compatriotes Glenn Graham et James Brooker.
L'Américain Sabin Carr, qui a porté le record monde à 4,30 m quelques semaines auparavant, remporte le titre des Jeux olympiques de 1928, à Amsterdam, en réalisant un saut à 4,20 m, nouveau record olympique. Ses compatriotes William Droegemuller et Charles McGinnis, se classent respectivement deuxième et troisième du concours.
William Miller maintient le « leadership » olympique américain au saut à la perche en s'adjugeant la médaille d'or aux Jeux olympiques de 1932, à Los Angeles, avec un saut à 4,31 m, nouveau record olympique, échouant à 6 cm seulement du record du monde de son compatriote William Graber qui ne termine que quatrième du concours. Intercalés, le Japonais Shuhei Nishida se classe deuxième avec 4,30 m et l'Américain George Jefferson troisième avec 4,20 m.
En 1936, à l'occasion des Jeux olympiques de Berlin, Earle Meadows remporte la dixième victoire américaine en dix finales olympiques du saut à la perche. Il établit à cette occasion un nouveau record olympique avec 4,35 m et devance Shuhei Nishida (4,25 m) qui obtient sa deuxième médaille d'argent consécutive, et son compatriote Sueo Oe (4,25 m également). La finale olympique de Berlin dure près de cinq heures et se termine à la nuit.

#### 1948-1964

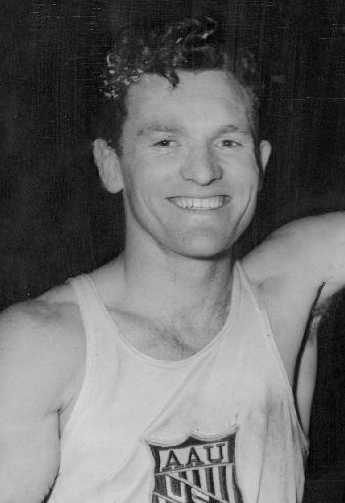
Bob Richards, champion olympique en 1952 et 1956.

Lors des Jeux olympiques de 1948, à Londres, l'Américain Guinn Smith remporte le titre olympique en étant le seul à franchir une barre à 4,30 m, et ce à son troisième essai. Le record monde est alors de 4,77 m, établi en 1942 par son compatriote Cornelius Warmerdam qui a depuis mis un terme à sa carrière sportive. Guinn Smith devance le Finlandais Erkki Kataja et l'Américain Bob Richards, auteurs tous deux de 4,20 m mais départagés au titre des essais franchis aux barres inférieures.
En 1952, aux Jeux olympiques d'Helsinki, Bob Richards s'adjuge la médaille d'or en établissant un nouveau record olympique en 4,55 m, franchi à son troisième et dernier essai. Son compatriote Donald Laz est médaillé d'argent avec 4,50 m et le Suédois Ragnar Lundberg, champion d'Europe en 1950, est médaillé de bronze avec 4,40 m.
Bob Richards devient le premier athlète à remporter un second titre olympique au saut à la perche. Lors des Jeux olympiques de 1956, à Melbourne, il s'impose avec un saut à 4,56 m et devance son compatriote Robert Gutowski (4,53 m) et le Grec Yeóryos Roubánis (4,50 m) qui est le premier à utiliser une perche en fibre de verre lors d'une compétition majeure,. Bob Richards domine la discipline depuis le début des années 1950 en remportant notamment six titres nationaux et deux titres aux Jeux panaméricains.
Quatre ans plus tard, lors des Jeux olympiques de 1960, à Rome, l'Américain Don Bragg remporte le titre olympique, quelques semaines après avoir porté le record monde à 4,80 m. Il franchit 4,70 m à son premier essai (record olympique) et devance son compatriote Ron Morris (4,60 m) et le Suédois Eeles Landström (4,55 m), champion d'Europe en 1958.
Aux Jeux olympiques de 1964, à Tokyo, la victoire revient à l'Américain Fred Hansen, alors détenteur du record mondial avec 5,28 m. En finale, il efface une barre à 5,10 m à son troisième et dernier essai et améliore le record olympique. L'Allemand Wolfgang Reinhardt, qui est le seul à franchir 5,05 m alors que Hansen avait décidé de faire l'impasse à cette même hauteur, se classe deuxième du concours, devant son compatriote Klaus Lehnertz (5,00 m). L'autre allemand Manfred Preußger se classe quatrième de la finale après avoir lui aussi effacé une barre à 5,00 m.

#### 1968-1984

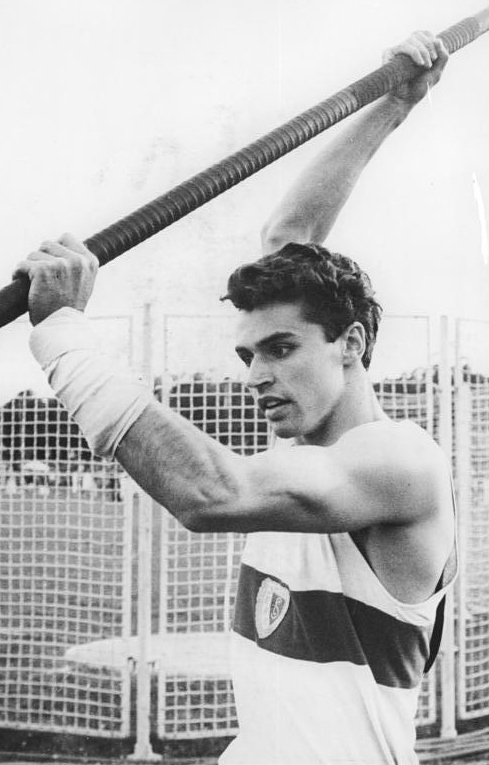
Wolfgang Nordwig, champion olympique en 1972.

Lors des Jeux olympiques de 1968, à Mexico, l'Américain Bob Seagren remporte pour les États-Unis le 16e titre en 16 finales olympiques. Il établit un nouveau record olympique en effaçant une barre à 5,40 m, hauteur que franchissent également l'Allemand de l'Ouest Claus Schiprowski (médaillé d'argent) et l'Allemand de l'Est Wolfgang Nordwig (médaillé de bronze) qui seront départagés au plus petit nombre d'essais réussis. L'Américain John Pennel, qui faisait partie des favoris pour le titre olympique, se classe 5e de l'épreuve.
En 1972, aux Jeux olympiques de Munich, Wolfgang Nordwig, champion d'Europe en 1969 et 1971, devient le premier non-américain à décrocher le titre olympique au saut à la perche. En finale, il s'impose avec 5,50 m (record olympique égalé), barre qu'il est le seul à franchir, et ce à sa troisième tentative. Bob Seagren, champion olympique en titre et détenteur du record du monde avec 5,63 m, se classe deuxième du concours avec 5,40 m, devant son compatriote Jan Johnson, troisième avec 5,35 m.
Le Polonais Tadeusz Ślusarski remporte le titre des Jeux olympiques de 1976, à Montréal. Il franchit une barre à 5,50 m à son premier essai, tout comme le Finlandais Antti Kalliomäki et l'Américain Dave Roberts, alors détenteur du record du monde avec 5,70 m. Les trois perchistes sont départagés au nombre d'essai manqués : Kalliomäki est médaillé d'argent et Roberts médaillé de bronze.
Quatre ans plus tard, à Moscou lors des Jeux olympiques de 1980 auxquels ne participent pas les américains pour cause de boycott, le Polonais Władysław Kozakiewicz remporte le titre en franchissant une barre à 5,78 m à son deuxième essai. Il établit à cette occasion un nouveau record du monde et devient le deuxième athlète après Frank Foss en 1920 à accomplir cette performance en finale des Jeux olympiques. Il devance deux athlètes ex æquo pour la médaille d'argent, son compatriote tenant du titre Tadeusz Ślusarski  et le Soviétique Konstantin Volkov, auteurs tous les deux de 5,65 m à leur troisième essai. Le Français Philippe Houvion, qui a également franchi cette barre de 5,65 m mais qui a manqué des essais à des barres inférieures, termine au pied du podium. Immédiatement après son saut victorieux, Władysław Kozakiewicz adresse un bras d'honneur à destination du public du Stade Loujniki qui n'a cessé de le conspuer durant le concours.
Lors des Jeux olympiques de 1984, à Los Angeles, la victoire revient au Français Pierre Quinon qui franchit une barre à 5,75 m à son premier essai. L'Américain Mike Tully se classe deuxième avec 5,65 m et deux athlètes sont à égalité pour la troisième place, le Français Thierry Vigneron et l'Américain Earl Bell avec 5,60 m. Parmi les absents notables, figure le Soviétique Sergueï Bubka, alors détenteur du record du monde avec 5,90 m et champion du monde l'année passée, qui ne participe pas à ces Jeux en raison du boycott de l'URSS.

#### 1988-2004

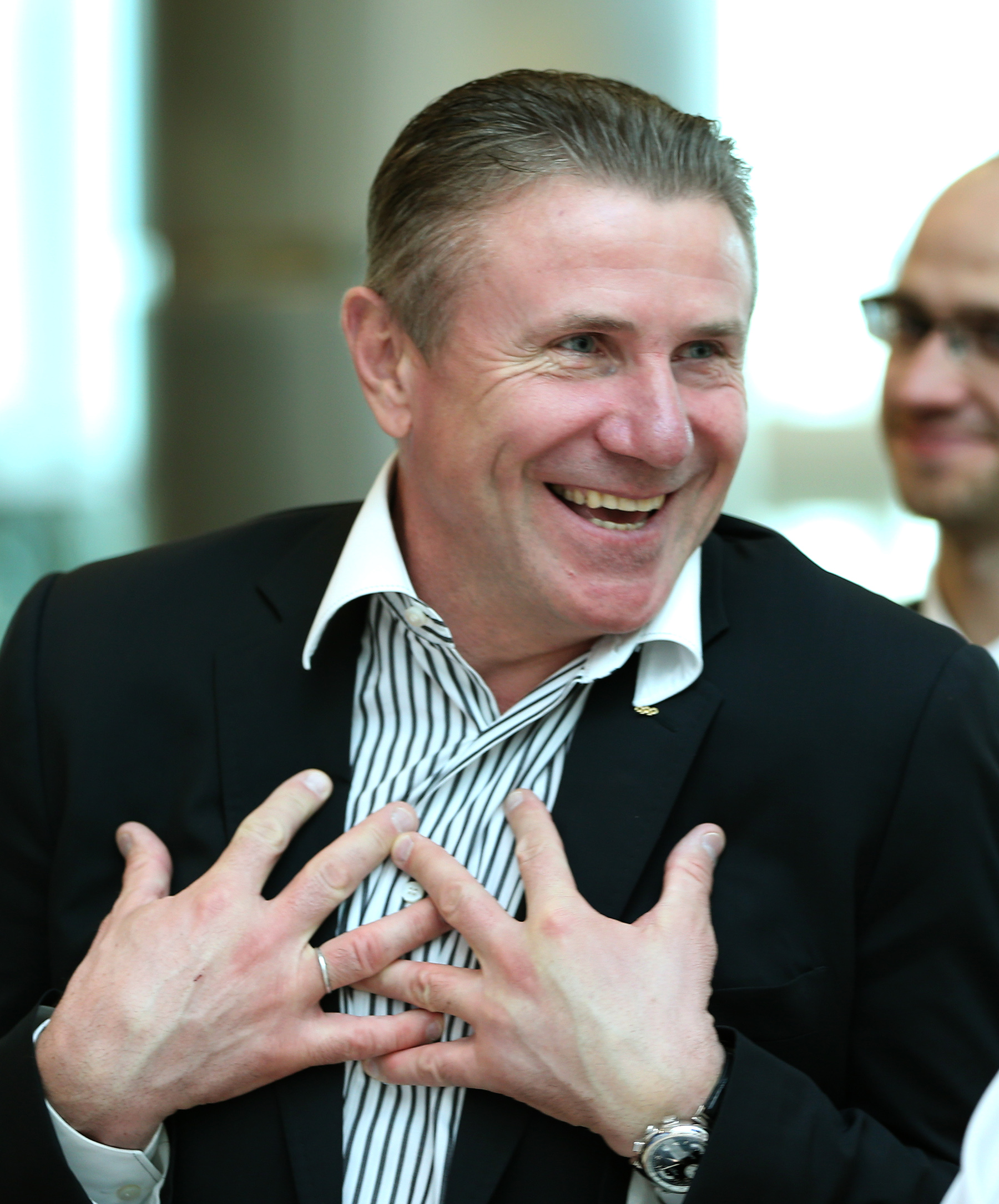
Sergueï Bubka, champion olympique en 1988.

Sergueï Bubka, qui a été en 1984 le premier athlète à franchir la barre des 6 m et qui a depuis porté le record mondial à 6,06 m, est le favori des Jeux olympiques de 1988. À Séoul, il l'emporte en effaçant une barre à 5,90 m à son troisième et dernier essai, signant un nouveau record olympique. Il devance deux autres soviétiques : Rodion Gataullin, médaillé d'argent avec 5,85 m et Grigoriy Yegorov, médaillé de bronze avec 5,80 m.
Le concours des Jeux olympiques de 1992, à Barcelone, est remporté par Maksim Tarasov, qui sous les couleurs de l'Équipe unifiée de l’ex-URSS, réalise un saut victorieux à 5,80 m, réussi à son premier essai. Il devance son compatriote Igor Trandenkov (5,80 m) et l'Espagnol Javier García (5,75 m). Sergueï Bubka, qui participe à la finale, essuie deux échecs à 5,70 m à son entrée de concours, puis un autre à 5,75 m
.
En 1996, aux Jeux olympiques d'Atlanta, le Français Jean Galfione s'adjuge le titre olympique en franchissant une barre à 5,92 m à son premier essai (record olympique), et devance Igor Trandenkov, qui passe également cette hauteur à sa première tentative mais qui avait connu deux échecs à la barre précédente de 5,86 m. L'Allemand Andrei Tivontchik, qui efface 5,92 m à son deuxième essai, est médaillé de bronze. Le titre olympique se joue à la barre suivante de 6,02 m mais aucun perchiste ne la franchit. Sergueï Bubka, qui a remporté les cinq derniers titres de champion du monde, est éliminé dès les qualifications, gêné par une blessure qui l’empêche de tenter le moindre saut.
Lors des Jeux olympiques de 2000, à Sydney, l'Américain Nick Hysong remporte le premier titre pour les États-Unis depuis 32 ans en réalisant 5,90 m à son premier essai, barre que son compatriote Lawrence Johnson passe à son deuxième essai, et Maksim Tarasov à son troisième essai, tout comme l'Allemand Michael Stolle qui termine finalement au pied du podium après avoir essuyé deux échecs à 5,50 m à son entrée dans le concours.
Aux Jeux olympiques de 2004, à Athènes, la victoire revient à l'Américain Timothy Mack qui est le seul à franchir la barre de 5,95 m, à son troisième essai, établissant un nouveau record olympique. Son compatriote Toby Stevenson est médaillé d'argent avec 5,90 m et l'Italien Giuseppe Gibilisco, champion du monde en 2003, est médaillé de bronze avec 5,85 m. Deux favoris pour le titre sont éliminés dès les qualifications, le Sud-africain Okkert Brits et l'Australien Dmitri Markov.

#### Depuis 2008

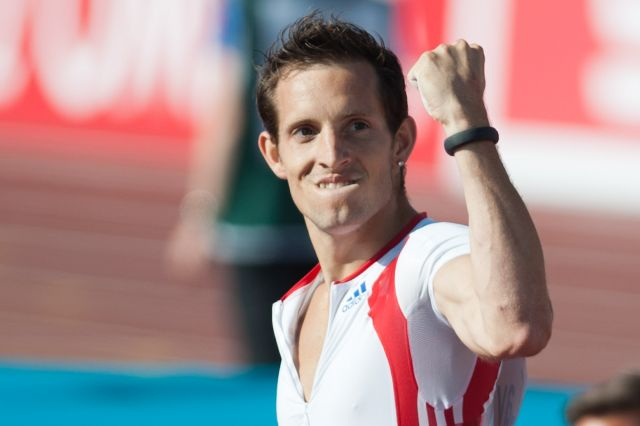
Renaud Lavillenie, champion olympique en 2012.

En 2008, aux Jeux olympiques de Pékin, l'Australien Steven Hooker s'adjuge le titre olympique en étant le seul à franchir une barre à 5,96 m, à son troisième et dernier essai, signant un nouveau record olympique. Le Russe Evgeniy Lukyanenko se classe deuxième du concours avec 5,85 m et l'Ukrainien Denys Yurchenko troisième avec 5,70 m. En 2016, Denys Yurchenko est disqualifié pour dopage, l'Américain Derek Miles récupère par conséquent la médaille de bronze.
Lors des Jeux olympiques de 2012, à Londres, le Français Renaud Lavillenie remporte la médaille d'or en franchissant une barre à 5,97 m à son deuxième essai, établissant un nouveau record olympique. L'Allemand Björn Otto est médaillé d'argent avec 5,91 m, devançant aux essais son compatriote Raphael Holzdeppe, médaillé de bronze. Renaud Lavillenie échoue par la suite une fois à 6,02 m et deux fois à 6,07 m. Le champion et le vice-champion du monde en titre Paweł Wojciechowski et Lázaro Borges sont éliminés dès les qualifications.
Le Brésilien Thiago Braz da Silva remporte les Jeux olympiques de 2016, à Rio de Janeiro. Il s'impose grâce à un saut à 6,03 m, réussi à son deuxième essai, devançant le tenant du titre Renaud Lavillenie, ancien détenteur du record du monde depuis 2014 (Armand Duplantis depuis le 8 février 2020), qui se classe deuxième avec 5,98 m, et l'Américain Sam Kendricks, médaillé de bronze avec 5,85 m. Thiago Braz da Silva réalise à cette occasion un nouveau record olympique, record qu'avait amélioré Lavillenie à la barre précédente. Le Brésilien établit par ailleurs un nouveau record d'Amérique du Sud.

En 2021 à Tokyo, le Suédois Armand Duplantis décroche sans surprise le titre olympique avec un bond à 6,02 m, devant l'Américain Chris Nilsen qui bat son record personnel avec 5,97 m et Thiago Braz qui empoche sa deuxième médaille olympique avec 5,87 m. Après s'être assuré de la médaille d'or, Duplantis tente de battre son propre record du monde avec 6,19 m mais échoue de peu, notamment lors de ses premier et troisième essais. Renaud Lavillenie termine à la huitième place après s'être blessé à la cheville lors de l'échauffement de la finale, tandis que Sam Kendricks doit déclarer forfait pour la compétition après avoir testé positif au Covid-19.

### Palmarès
| Édition        | Or                                            | Argent                                                 | Bronze                                                                    |
| -------------- | --------------------------------------------- | ------------------------------------------------------ | ------------------------------------------------------------------------- |
| 1896           | William Welles Hoyt (USA) 3,30 m              | Albert Tyler (USA) 3,20 m                              | Evángelos Damáskos (GRE) Ioánnis Theodorópoulos (GRE) 2,60 m              |
| 1900           | Irving Baxter (USA) 3,30 m                    | Meredith Colkett (USA) 3,25 m                          | Carl Albert Andersen (NOR) 3,20 m                                         |
| 1904           | Charles Dvorak (USA) 3,50 m                   | Leroy Samse (USA) 3,35 m                               | Louis Wilkins (USA) 3,35 m                                                |
| 1908           | Edward Cook (USA) Alfred Gilbert (USA) 3,71 m | —                                                      | Edward Archibald (CAN) Charles Jacobs (USA) Bruno Söderström (SWE) 3,58 m |
| 1912           | Harry Babcock (USA) 3,95 m                    | Frank Nelson (USA) Marcus Wright (USA) 3,85 m          | William Happenny (CAN) Frank Murphy (USA) Bertil Uggla (SWE) 3,85 m       |
| 1920           | Frank Foss (USA) 4,09 m                       | Henry Petersen (DEN) 3,70 m                            | Edwin Myers (USA) 3,60 m                                                  |
| 1924           | Lee Barnes (USA) 3,95 m                       | Glenn Graham (USA) 3,95 m                              | James Brooker (USA) 3,90 m                                                |
| 1928           | Sabin Carr (USA) 4,20 m                       | William Droegemuller (USA) 4,10 m                      | Charles McGinnis (USA) 3,95 m                                             |
| 1932           | William Miller (USA) 4,31 m                   | Shuhei Nishida (JPN) 4,30 m                            | George Jefferson (USA) 4,20 m                                             |
| 1936           | Earle Meadows (USA) 4,35 m                    | Shuhei Nishida (JPN) 4,25 m                            | Sueo Ōe (JPN) 4,25 m                                                      |
| 1948           | Guinn Smith (USA) 4,30 m                      | Erkki Kataja (FIN) 4,20 m                              | Bob Richards (USA) 4,20 m                                                 |
| 1952           | Bob Richards (USA) 4,55 m                     | Donald Laz (USA) 4,50 m                                | Ragnar Lundberg (SWE) 4,40 m                                              |
| 1956           | Bob Richards (USA) 4,56 m                     | Bob Gutowski (USA) 4,53 m                              | Yeóryos Roubánis (GRE) 4,50 m                                             |
| 1960           | Don Bragg (USA) 4,70 m                        | Ron Morris (USA) 4,60 m                                | Eeles Landström (FIN) 4,55 m                                              |
| 1964           | Fred Hansen (USA) 5,10 m                      | Wolfgang Reinhardt (GER) 5,05 m                        | Klaus Lehnertz (GER) 5,00 m                                               |
| 1968           | Bob Seagren (USA) 5,40 m                      | Claus Schiprowski (FRG) 5,40 m                         | Wolfgang Nordwig (GDR) 5,40 m                                             |
| 1972           | Wolfgang Nordwig (GDR) 5,50 m                 | Bob Seagren (USA) 5,40 m                               | Jan Johnson (USA) 5,35 m                                                  |
| 1976           | Tadeusz Ślusarski (POL) 5,50 m                | Antti Kalliomäki (FIN) 5,50 m                          | Dave Roberts (USA) 5,50 m                                                 |
| 1980           | Władysław Kozakiewicz (POL) 5,78 m            | Tadeusz Ślusarski (POL) Konstantin Volkov (URS) 5,65 m | —                                                                         |
| 1984           | Pierre Quinon (FRA) 5,75 m                    | Mike Tully (USA) 5,65 m                                | Earl Bell (USA) Thierry Vigneron (FRA) 5,60 m                             |
| 1988           | Sergueï Bubka (URS) 5,90 m                    | Rodion Gataullin (URS) 5,85 m                          | Grigoriy Yegorov (URS) 5,80 m                                             |
| 1992           | Maksim Tarasov (EUN) 5,80 m                   | Igor Trandenkov (EUN) 5,80 m                           | Javier García (ESP) 5,75 m                                                |
| 1996           | Jean Galfione (FRA) 5,92 m                    | Igor Trandenkov (RUS) 5,92 m                           | Andrei Tivontchik (GER) 5,92 m                                            |
| 2000           | Nick Hysong (USA) 5,90 m                      | Lawrence Johnson (USA) 5,90 m                          | Maksim Tarasov (RUS) 5,90 m                                               |
| 2004           | Timothy Mack (USA) 5,95 m                     | Toby Stevenson (USA) 5,90 m                            | Giuseppe Gibilisco (ITA) 5,85 m                                           |
| 2008           | Steven Hooker (AUS) 5,96 m                    | Yevgeny Lukyanenko (RUS) 5,85 m                        | Derek Miles (USA) 5,70 m                                                  |
| 2012           | Renaud Lavillenie (FRA) 5,97 m                | Björn Otto (GER) 5,91 m                                | Raphael Holzdeppe (GER) 5,91 m                                            |
| 2016           | Thiago Braz da Silva (BRA) 6,03 m             | Renaud Lavillenie (FRA) 5,98 m                         | Sam Kendricks (USA) 5,85 m                                                |
| 2020 (en 2021) | Armand Duplantis (SWE) 6,02 m                 | Chris Nilsen (USA) 5,97 m                              | Thiago Braz da Silva (BRA) 5,87 m                                         |
| 2024           | Armand Duplantis (SWE) 6,25 m                 | Sam Kendricks (USA) 5,95 m                             | Emmanouíl Karalís (GRE) 5,90 m                                            |

### Multiples médaillés
| Rang | Athlète              | Pays                  | Période   | Or | Argent | Bronze | Total |
| ---- | -------------------- | --------------------- | --------- | -- | ------ | ------ | ----- |
| 1    | Bob Richards         | États-Unis            | 1948–1956 | 2  | 0      | 1      | 3     |
| 2    | Armand Duplantis     | Suède                 | 2021–2024 | 2  | 0      | 0      | 2     |
| 3    | Bob Seagren          | États-Unis            | 1968–1972 | 1  | 1      | 0      | 2     |
| 3    | Tadeusz Ślusarski    | Pologne               | 1976–1980 | 1  | 1      | 0      | 2     |
| 3    | Renaud Lavillenie    | France                | 2012-2016 | 1  | 1      | 0      | 2     |
| 6    | Wolfgang Nordwig     | Allemagne de l'Est    | 1968–1972 | 1  | 0      | 1      | 2     |
| 6    | Maksim Tarasov       | Russie Équipe unifiée | 1992–2000 | 1  | 0      | 1      | 2     |
| 6    | Thiago Braz da Silva | Brésil                | 2016–2021 | 1  | 0      | 1      | 2     |
| 9    | Shuhei Nishida       | Japon                 | 1932–1936 | 0  | 2      | 0      | 2     |
| 9    | Igor Trandenkov      | Russie Équipe unifiée | 1992–1996 | 0  | 2      | 0      | 2     |
| 11   | Sam Kendricks        | États-Unis            | 2016-2024 | 0  | 1      | 1      | 2     |

### Record olympique
| Hauteur | Athlète               | Lieu     | Date              | Record |
| ------- | --------------------- | -------- | ----------------- | ------ |
| 5,40 m  | Wolfgang Nordwig      | Munich   | 2 septembre 1972  |        |
| 5,40 m  | Robert Seagren        | Munich   | 2 septembre 1972  |        |
| 5,45 m  | Wolfgang Nordwig      | Munich   | 2 septembre 1972  |        |
| 5,50 m  | Wolfgang Nordwig      | Munich   | 2 septembre 1972  |        |
| 5,50 m  | Tadeusz Ślusarski     | Montréal | 26 juillet 1976   |        |
| 5,50 m  | Antti Kalliomäki      | Montréal | 26 juillet 1976   |        |
| 5,50 m  | Dave Roberts          | Montréal | 26 juillet 1976   |        |
| 5,50 m  | Jean-Michel Bellot    | Moscou   | 30 juillet 1980   |        |
| 5,50 m  | Władysław Kozakiewicz | Moscou   | 30 juillet 1980   |        |
| 5,55 m  | Mariusz Klimczyk      | Moscou   | 30 juillet 1980   |        |
| 5,55 m  | Konstantin Volkov     | Moscou   | 30 juillet 1980   |        |
| 5,55 m  | Philippe Houvion      | Moscou   | 30 juillet 1980   |        |
| 5,55 m  | Tadeusz Ślusarski     | Moscou   | 30 juillet 1980   |        |
| 5,60 m  | Jean-Michel Bellot    | Moscou   | 30 juillet 1980   |        |
| 5,60 m  | Władysław Kozakiewicz | Moscou   | 30 juillet 1980   |        |
| 5,65 m  | Władysław Kozakiewicz | Moscou   | 30 juillet 1980   |        |
| 5,60 m  | Konstantin Volkov     | Moscou   | 30 juillet 1980   |        |
| 5,65 m  | Philippe Houvion      | Moscou   | 30 juillet 1980   |        |
| 5,65 m  | Tadeusz Ślusarski     | Moscou   | 30 juillet 1980   |        |
| 5,70 m  | Władysław Kozakiewicz | Moscou   | 30 juillet 1980   |        |
| 5,75 m  | Władysław Kozakiewicz | Moscou   | 30 juillet 1980   |        |
| 5,78 m  | Władysław Kozakiewicz | Moscou   | 30 juillet 1980   | WR     |
| 5,80 m  | Grigoriy Yegorov      | Séoul    | 28 septembre 1988 |        |
| 5,85 m  | Rodion Gataullin      | Séoul    | 28 septembre 1988 |        |
| 5,90 m  | Sergueï Bubka         | Séoul    | 28 septembre 1988 |        |
| 5,92 m  | Andrey Tivontchik     | Atlanta  | 2 août 1996       |        |
| 5,92 m  | Jean Galfione         | Atlanta  | 2 août 1996       |        |
| 5,92 m  | Igor Trandenkov       | Atlanta  | 2 août 1996       |        |
| 5,95 m  | Timothy Mack          | Athènes  | 27 août 2004      |        |
| 5,96 m  | Steven Hooker         | Pékin    | 22 août 2008      |        |
| 5,97 m  | Renaud Lavillenie     | Londres  | 10 août 2012      |        |
| 5,98 m  | Renaud Lavillenie     | Rio      | 16 août 2016      |        |
| 6,03 m  | Thiago Braz da Silva  | Rio      | 16 août 2016      |        |
| 6,10 m  | Armand Duplantis      | Paris    | 5 août 2024       |        |
| 6,25 m  | Armand Duplantis      | Paris    | 5 août 2024       | WR     |

## Femmes

### Historique

#### 2000-2004
L'Américaine Stacy Dragila devient la première championne olympique du saut à la perche à Sydney en 2000 grâce à un saut à 4,60 m. Elle devance sur le podium l'Australienne Tatiana Grigorieva (4,55 m) et l'Islandaise Vala Flosadóttir (4,50 m, record personnel), laquelle devient la première médaillée olympique féminine de l’histoire du sport islandais.
Aux Jeux Olympiques de 2004 à Athènes, le concours est remporté par la Russe Yelena Isinbayeva devant sa compatriote Svetlana Feofanova et la Polonaise Anna Rogowska. Isinbayeva était pourtant mal embarquée au début du concours, puisqu'elle avait échoué à passer une barre à 4,70 m puis à 4,75 m, avant de franchir 4,80 m à son dernier essai. Elle établira ensuite un nouveau record du monde en passant 4,91 m, battant finalement assez largement ses deux principales concurrentes. La championne olympique en titre Stacy Dragila avait elle été éliminée dès le stade des qualifications en raison d'une blessure au pied.

#### Depuis 2008

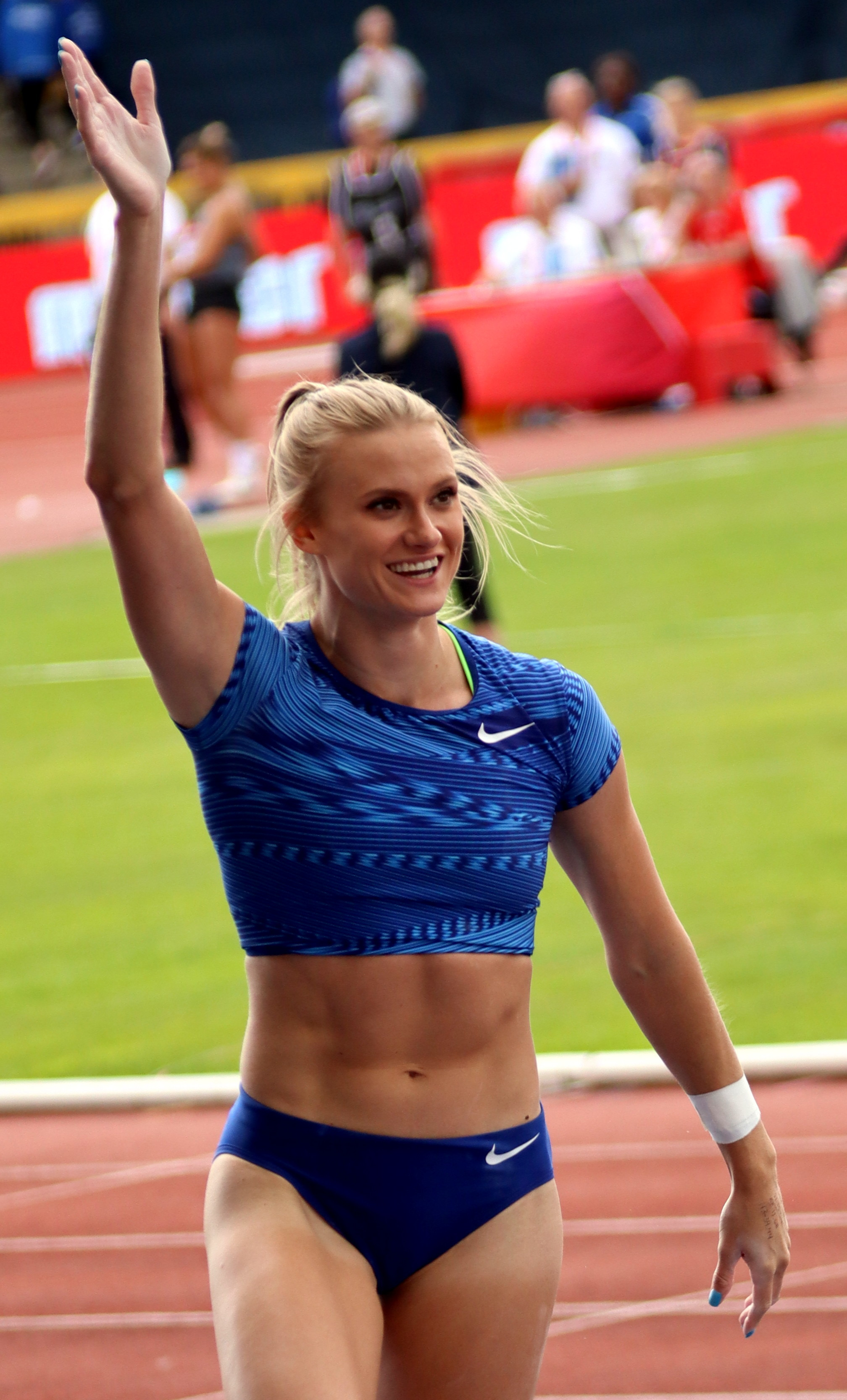
Katie Nageotte, championne olympique en 2021.

Yelena Isinbayeva conserve son titre olympique en 2008 à Pékin en établissant un nouveau record du monde à son dernier essai à 5,05 m, soit 25 centimètres de mieux que sa dauphine, l'Américaine Jennifer Stuczynski (4,80 m). Svetlana Feofanova monte quant à elle sur la troisième marche du podium avec 4,75 m, décrochant ainsi sa deuxième médaille olympique après l'argent en 2004,.
Quatre ans après sa médaille d'argent, Jennifer Suhr (née Stuczynski) décroche l'or aux Jeux Olympiques de Londres en 2012. Auteure de 4,75 m, elle bat aux essais la Cubaine Yarisley Silva qui a elle aussi franchi cette hauteur. Quant à Isinbayeva, double championne olympique en titre, elle ne peut faire mieux que 4,70 m et doit se contenter du bronze, la troisième médaille olympique de sa carrière.
Aux Jeux Olympiques de Rio en 2016, la Grecque Ekateríni Stefanídi devient championne olympique après avoir franchi 4,85 m à son deuxième essai, tout comme l'Américaine Sandi Morris, qui a elle en revanche échoué une fois de plus à sa première barre à 4,70 m. Le podium est complété par la jeune perchiste de 19 ans Eliza McCartney qui égale le record de Nouvelle-Zélande avec 4,80 m. Ce concours s'est déroulé en l'absence de Yelena Isinbayeva car la délégation russe avait été bannie par l'IAAF en raison d'un dopage d'État organisé mis en lumière par le rapport McLaren.
Lors des Jeux de Tokyo de 2020, l'Américaine Katie Nageotte remporte la médaille d'or en étant la seule à franchir en finale 4,90 m. Elle devance la Russe Anzhelika Sidorova, championne du monde en 2019, qui avait passé 4,85 m avant d'échouer à deux reprises à 4,90 m puis une dernière fois à 4,95 m. La Britannique Holly Bradshaw efface elle aussi 4,85 m mais est départagée au nombre d'essais avec la Russe et  se contente du bronze. La championne olympique en titre Ekateríni Stefanídi termine au pied du podium avec 4,80 m, tandis que la vice-championne olympique en titre Sandi Morris est éliminée dès les qualifications après avoir cassé sa perche et s'être blessé à la cuisse gauche.

### Palmarès
| Édition | Or                               | Argent                           | Bronze                          |
| ------- | -------------------------------- | -------------------------------- | ------------------------------- |
| 2000    | Stacy Dragila (USA) 4,60 m       | Tatiana Grigorieva (AUS) 4,55 m  | Vala Flosadóttir (ISL) 4,50 m   |
| 2004    | Yelena Isinbayeva (RUS) 4,91 m   | Svetlana Feofanova (RUS) 4,75 m  | Anna Rogowska (POL) 4,70 m      |
| 2008    | Yelena Isinbayeva (RUS) 5,05 m   | Jennifer Stuczynski (USA) 4,80 m | Svetlana Feofanova (RUS) 4,75 m |
| 2012    | Jennifer Suhr (USA) 4,75 m       | Yarisley Silva (CUB) 4,75 m      | Yelena Isinbayeva (RUS) 4,70 m  |
| 2016    | Ekateríni Stefanídi (GRE) 4,85 m | Sandi Morris (USA) 4,85 m        | Eliza McCartney (NZL) 4,80 m    |
| 2020    | Katie Nageotte (USA) 4,90 m      | Anzhelika Sidorova (ROC) 4,85 m  | Holly Bradshaw (GBR) 4,85 m     |
| 2024    | Nina Kennedy (AUS) 4,90 m        | Katie Moon (USA) 4,85 m          | Alysha Newman (CAN) 4,85 m      |

### Multiples médaillées
| Rang | Athlète            | Pays       | Période   | Or | Argent | Bronze | Total |
| ---- | ------------------ | ---------- | --------- | -- | ------ | ------ | ----- |
| 1    | Yelena Isinbayeva  | Russie     | 2004–2012 | 2  | 0      | 1      | 3     |
| 2    | Jennifer Suhr      | États-Unis | 2008–2012 | 1  | 1      | 0      | 2     |
| 3    | Svetlana Feofanova | Russie     | 2004–2008 | 0  | 1      | 1      | 2     |

### Record olympique
| Hauteur | Athlète            | Lieu    | Date         |
| ------- | ------------------ | ------- | ------------ |
| 4,65 m  | Anna Rogowska      | Athènes | 24 août 2004 |
| 4,65 m  | Svetlana Feofanova | Athènes | 24 août 2004 |
| 4,65 m  | Yelena Isinbayeva  | Athènes | 24 août 2004 |
| 4,70 m  | Anna Rogowska      | Athènes | 24 août 2004 |
| 4,70 m  | Svetlana Feofanova | Athènes | 24 août 2004 |
| 4,75 m  | Svetlana Feofanova | Athènes | 24 août 2004 |
| 4,80 m  | Yelena Isinbayeva  | Athènes | 24 août 2004 |
| 4,85 m  | Yelena Isinbayeva  | Athènes | 24 août 2004 |
| 4,91 m  | Yelena Isinbayeva  | Athènes | 24 août 2004 |
| 4,95 m  | Yelena Isinbayeva  | Pékin   | 18 août 2008 |
| 5,05 m  | Yelena Isinbayeva  | Pékin   | 18 août 2008 |